# Philipp Ludwig Stangl
Philipp Ludwig Stangl (* 1979 in Lindau) ist ein deutscher Komponist und Videokünstler.

## Leben
Philipp Stangl studierte von 1999 bis 2005 an der Folkwang Hochschule Essen bei Peter Herborn und Dietrich Hahne. 2007–2012 war er als Komponist und Videokünstler festes Ensemblemitglied am Stadttheater Bern. Zudem unterrichtete er 2009–2012 als Lehrbeauftragter an der Folkwang Hochschule. 2012 wurde er als Professor an die Hochschule für Musik und Darstellende Kunst Mannheim berufen.

## Arbeiten
Zu seinen Werken zählen zahlreiche Kompositionen für Schauspiel, Modernen Tanz, Kammermusik für Ensembles, Arbeiten für Formationen improvisierter Musik, intermediale Arbeiten und Installationen mit Live-Elektronik sowie zahlreiche Videoarbeiten für die Bühne.
Arbeiten an den folgenden Bühnen (Auswahl):
Theater Basel, Stadttheater Bern, Staatsoper Berlin, Deutsches Theater Berlin, Theater Bonn, Bremer Theater, Staatsschauspiel Dresden, Deutsches Theater Göttingen, Schauspielhaus Graz, Deutsches Schauspielhaus Hamburg, Theater & Orchester Heidelberg, Landestheater Linz, Nationaltheater Mannheim, Volkstheater München, PACT Zollverein / Choreographisches Zentrum NRW Essen, Saarländisches Staatstheater Saarbrücken, Hessisches Staatstheater Wiesbaden, Wuppertaler Bühnen, ZKM Karlsruhe.